# Apanteles puera
Apanteles puera är en stekelart som beskrevs av Wilkinson 1928. Apanteles puera ingår i släktet Apanteles och familjen bracksteklar. Inga underarter finns listade i Catalogue of Life.